# Општина Добрепоље
Општина Добрепоље (словен. Dobrepolje) је једна од општина Средњесловенске регије у држави Словенији. Седиште општине је насеље Видем.

## Природне одлике
Рељеф: Општина Добрепоље налази се у јужном делу државе, јужно од Љубљане. Ово је брдско-планински крај земље. Најважнија планина је Суха гора. Земљиште је карстно.
Клима: У општини влада умерено континентална клима.
Воде: У општини нема већих водотока. Постоје понорнице.

## Становништво
Општина Добрепоље је ретко насељена.

## Насеља општине
| - Брухања Вас - Видем - Водице - Загорица - Зденска Вас - Коленча Вас | - Компоље - Липа - Мала Вас - Пака - Подгора - Подгорица | - Подпеч - Подтабор - Поникве - Потискавец - Предструге - При Церкви-Струге | - Рапљево - Тисовец - Тржич - Хочевје - Цеста - Четеж при Стругах |